# Benno Schotz

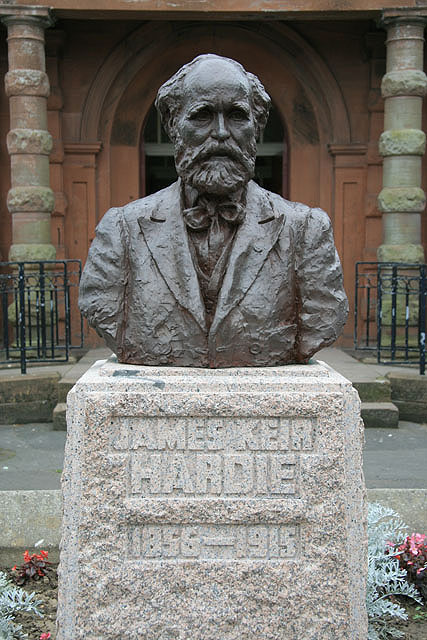
Benno Schotz. James Keir Hardie (1856–1915). Cumnock Town Hall, Cumnock, East Ayrshire, Schottland

Benno Schotz (* 28. August 1891 in Arensburg, Livland, Russisches Reich; † 11. Oktober 1984 in Glasgow, Schottland) war ein estnischstämmiger Bildhauer, der später die britische Staatsangehörigkeit erhielt, und einer der führenden Künstler Schottlands im 20. Jahrhundert.

## Leben
Benno Schotz wurde am 1891 in Arensburg (heute Kuressaare, Estland) als Sohn jüdischer Eltern geboren, Jacob Schotz, einem Uhrmacher, und Cherna Tischa Abramovitch. Nach dem Schulbesuch in Pärnu und einem Studium an der Technischen Hochschule Darmstadt wanderte er 1912 nach Glasgow aus, wo er am Royal Technical College einen Ingenieurabschluss erwarb. Zwischen 1914 und 1923 arbeitete er bei John Brown & Co. in Clydebank und besuchte parallel dazu Abendkurse an der Glasgow School of Art. 1917 erhielt er die Silbermedaille für Modellieren und stellte erstmals bei der Royal Glasgow Institute of the Fine Arts (1917) sowie bei der Royal Scottish Academy (ab 1918) aus.
1923 wurde er hauptberuflicher Bildhauer, 1926 folgte seine erste Einzelausstellung in Glasgow und 1930 seine erste in London. 1937 wurde er Vollmitglied der Royal Scottish Academy. Ab 1938 übernahm er die Leitung der Bildhauer- und Keramikkurse an der Glasgow School of Art, welche er bis 1961 innehatte. 1963 wurde er zum „Sculptor in Ordinary for Scotland“ ernannt und 1981 erhielt er die Ehrenbürgerschaft von Glasgow. Er war bis wenige Wochen vor seinem Tod aktiv und wurde in Jerusalem beigesetzt.

## Werk

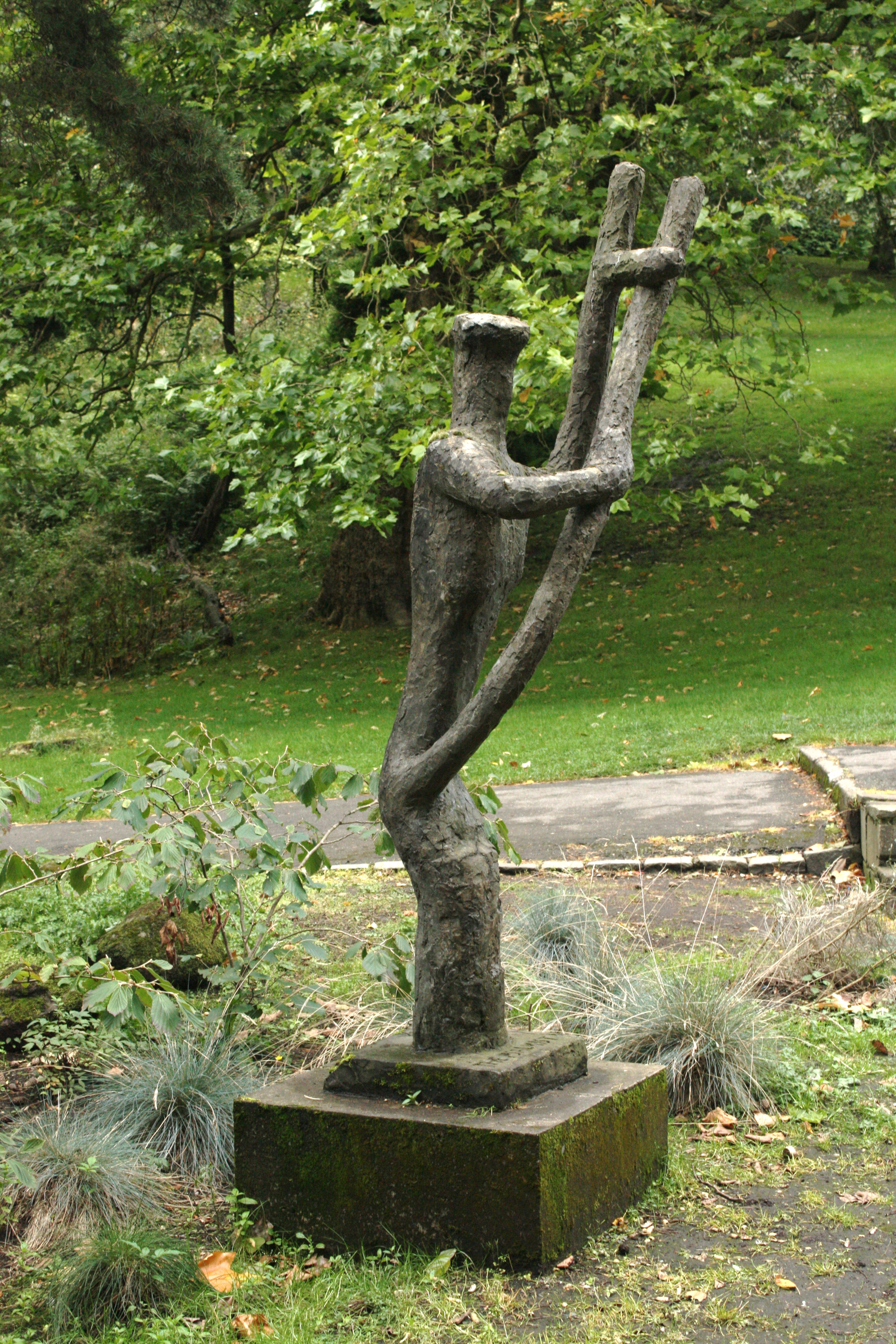
Benno Schotz: The Psalmist. JT Honeyman Memorial Garden, Kelvingrove Park, Glasgow, Scotland.

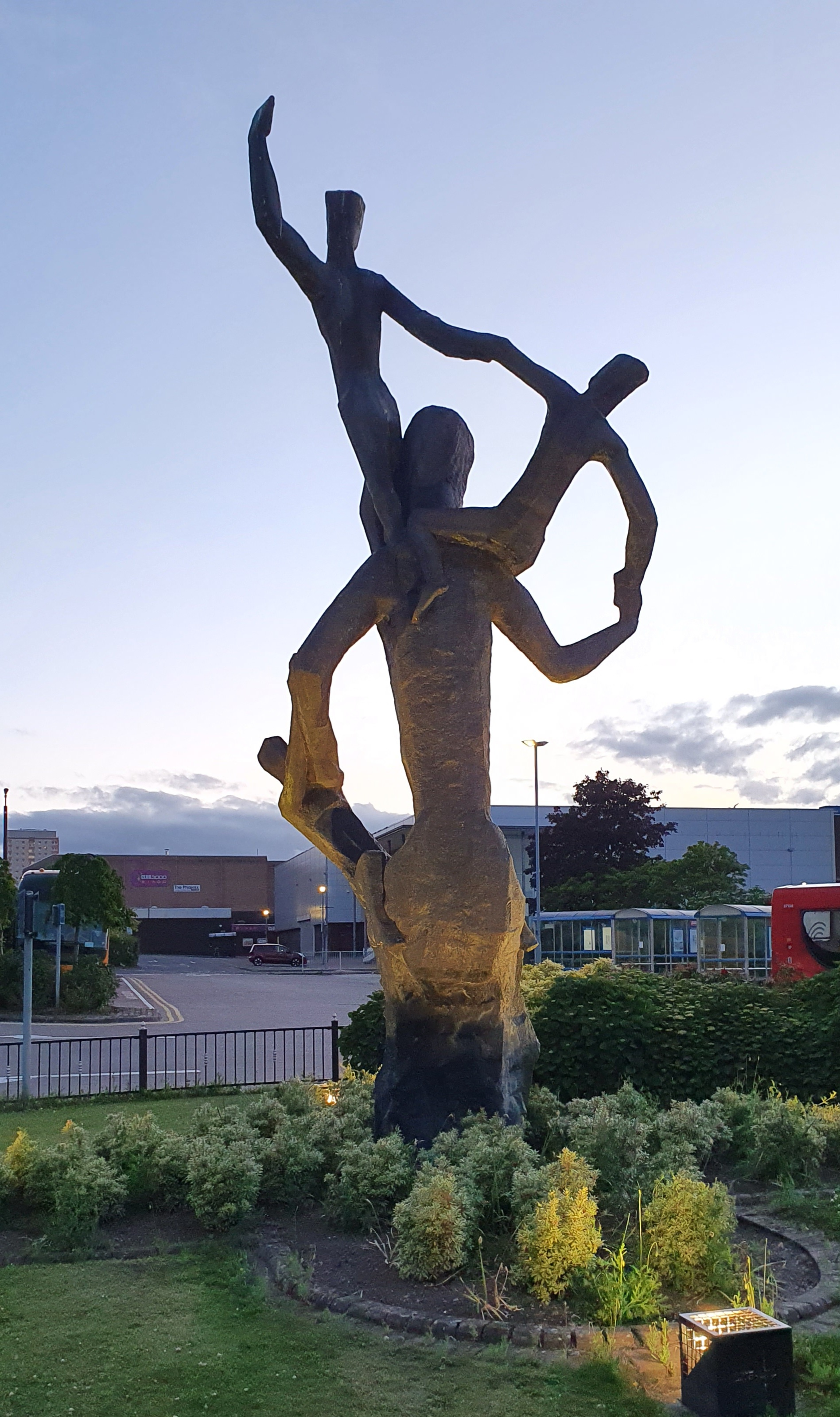
Benno Schotz: Ex Terra. Glenrothes, Fife, Schottland

Benno Schotz schuf mehrere hundert Porträtplastiken sowie figürliche, religiöse und halbabstrakte Werke. Seine frühen Arbeiten waren stark figurativ und realistisch gestaltet und wurden in Bronze gegossen. Später wandte er sich einem zunehmend abstrakteren Stil zu, der von der Natur – insbesondere von Bäumen in Schottland und Olivenbäumen in Jerusalem – inspiriert war. Zu seinen bekannten öffentlichen Arbeiten zählen Ex Terra (Glenrothes), The Psalmist (Kelvingrove Park), das Joseph-Black-Denkmal (University of Glasgow), die Heiligenfiguren auf dem alten Gebäude der Bank of Scotland sowie die Stations of the Cross-Plastiken in der St. Charles’ Church. Zudem modellierte er bedeutende Persönlichkeiten wie Keir Hardie, James Maxton und israelische Staatsoberhäupter wie Ben-Gurion und Golda Meir.